# 清算
法人の清算（せいさん）では、法人が解散や破産などで活動を終了する際に、それまで集積した債権債務を解消し、残余財産を構成員に分配する。法人の清算の際には、多数の利害関係人の利害を調整し債務の弁済や財産の分配を公平におこなう必要があるため、民法や会社法、その他団体に関する法律においては清算のための手続が法定されていることが多い。
- 法定清算
法定の方法による清算で、株式会社・公益法人等では強制され、清算人によりおこなわれる。
  - 通常清算
  - 特別清算
- 任意清算
任意に定めた方法による清算で、合名会社・合資会社において、定款又は総社員の同意によりおこなわれる。

経費の支払い等の文脈での「精算」とは異なる。

## 会社法上の清算
- この節で、会社法は条数のみ記載する。

清算中の株式会社は清算株式会社と呼ぶ。
清算が結了するまでは、清算株式会社は、株式会社として（解散の決議後なども）存続し(476条)、定期株主集会も開かれ(491条)、原則として清算結了の登記を行うことで、株式会社は消滅する。

### 清算の開始
- 合併等の制限（474条）
- 清算の開始原因（475条）

1. 解散した場合で、合併の場合及び破産手続が終了していない場合以外
2. 設立の無効の訴えに係る請求を認容する判決が確定した場合
3. 株式移転の無効の訴えに係る請求を認容する判決が確定した場合

### 清算株式会社の機関
- 一人又は二人以上の清算人を置かなければならない。(477条)
- 定款の定めによって、清算人会、監査役又は監査役会を置くことができる(477条2項)。
- 清算人は、裁判所が選任した者を除き、いつでも、株主総会の決議によって解任することができる（479条）。
- 清算人の職務（481条）
- 清算人の第三者に対する損害賠償責任（487条）。
- 清算人及び監査役の連帯責任（488条）

### 清算手続
- 財産目録等の作成等（492条）
- 債務の弁済
  - 債権者に対する公告等（499条）
  - 清算からの除斥（503条）
清算株式会社の知れている債権者を除いて、債権者に対する公告の期間内にその債権の申出をしなかったものは、清算から除斥される。
- 残余財産の分配
  - 債務の弁済前における残余財産の分配の制限（502条）
- 決算報告書
- 帳簿資料の保存（508条）
- 適用除外等（509条）

### 特別清算
債権者の保護のために株主等の申立てにより裁判所の命令によって開始され、裁判所の関与に基づき行われる清算手続。
- 特別清算の開始
清算手続の特則として、清算中の株式会社に債務超過の疑いがある場合などには、倒産処理手続の一種と分類される特別清算の手続が利用されることとなる。この手続は特例有限会社には適用できない。
  - 特別清算開始の原因（510条）
  - 特別清算開始の申立て（511条）
債権者、清算人、監査役又は株主は、特別清算開始の申立てをすることができる。
- 手続機関
  - 清算人
    - 清算人の公平誠実義務（523条）
    - 清算人の解任、選任（524条）
裁判所は、清算人が清算事務を適切に行っていないとき等は、債権者若しくは株主の申立てにより又は職権で、清算人を解任することができる。
清算人がある場合においても、裁判所は、必要があると認めるときは、更に清算人を選任することができる。

  - 監督委員
  - 監督委員の選任等（527条）
  - 調査委員
  - 債権者集会
- 特別清算開始の効力
- 特別清算手続
- 清算株式会社の行為の制限
  - 清算株式会社の行為の制限（535条）
  - 換価の方法（538条）
- 特別清算の終了
  - 破産手続開始の決定（574条）
裁判所は、協定の見込みがない場合等の事実があると認めるときは、職権で、破産法に従い、破産手続開始決定をしなければならない。

### 持分会社
- 財産の処分の方法（668条）
- 債権者の異議（670条）